# Drymoreomys albimaculatus
Vous lisez un « bon article » labellisé en 2015.
Genre
Espèce
Drymoreomys albimaculatus, seule représentante connue du genre Drymoreomys, est une espèce de rongeurs de la famille des Cricetidae qui vit dans la forêt atlantique du Brésil. Ce mammifère a seulement été répertorié dans les États de São Paulo et Santa Catarina et n'a été décrit et scientifiquement nommé qu'en 2011. Avec une masse corporelle de 44 à 64 grammes, Drymoreomys est un rongeur de taille moyenne avec une longue fourrure orange à roux-chamoisé dessus et grisâtre avec des marques blanches dessous. Les coussinets des pattes arrière sont très développés et des poils bruns recouvrent la partie supérieure de la patte. La queue est marron dessus et dessous. La partie avant du crâne est relativement longue et les arêtes de la boîte crânienne sont faibles. Le palais est court et se termine au niveau de la troisième molaire.
Drymoreomys albimaculatus vit dans les forêts humides sur les pentes de l'Est de la Serra do Mar et se reproduit peut-être tout au long de l'année. Bien que son aire de répartition soit relativement étendue et comprenne certaines zones protégées, sa présence y est rare et les populations clairsemées, et ses découvreurs considèrent qu'il doit être classé parmi les espèces « quasi-menacées » sur la liste rouge de l'UICN. Parmi les Oryzomyini, Drymoreomys est le genre le plus proche d'Eremoryzomys que l'on trouve dans les Andes du Pérou, une parenté étrange puisque les deux espèces sont très éloignées géographiquement et vivent dans des habitats opposés, humide pour Drymoreomys et aride pour Eremoryzomys.

## Description

### Morphologie externe
Drymoreomys albimaculatus est un rongeur de taille moyenne, à longue queue, aux oreilles courtes et aux petites pattes. Il est assez différent des autres Oryzomyini et dispose d'un certain nombre de caractéristiques uniques. Chez 11 adultes du parc naturel municipal Nascentes do Garcia à Santa Catarina, la longueur de la tête et du corps est comprise entre 122 et 139 mm, la queue mesure entre 140 et 175 mm, la patte arrière de 25,8 à 30,5 mm, l'oreille de 16 à 22 mm et la masse corporelle est comprise entre 44 et 64 g. La fourrure est longue et dense et se compose de poils de bourre fins, courts et laineux et d'un épais manteau de poils de jarre. Dans l'ensemble, la fourrure des parties supérieures est orange à roux-chamoisé. Chez le genre Eremoryzomys, étroitement lié, les parties supérieures sont grises. Les poils de bourre, qui mesurent entre 12 et 14 mm de long, sont grisâtres sur la majeure partie de leur longueur et orange ou bruns à la pointe. Dans le manteau, une partie des poils de jarre (qui constituent l'essentiel de la fourrure) mesurent entre 14 et 17 mm de long et sont bruns à l'extrémité, avec une bande orange en dessous de la pointe, et quelques poils plus longs et plus clairsemés, dont la moitié située du côté de la pointe est rouge à brun foncé, font de 17 à 21 mm de long. Les flancs sont brun-rougeâtre. Sur les parties inférieures, les poils sont grisâtres à leur base et blancs à la pointe, à l'exception de la gorge, la poitrine, et, chez certains spécimens, l'aine, où les poils sont entièrement blancs, un trait unique parmi les Oryzomyini. En général, les parties inférieures sont grises, avec des marques blanches où les poils sont complètement blancs.

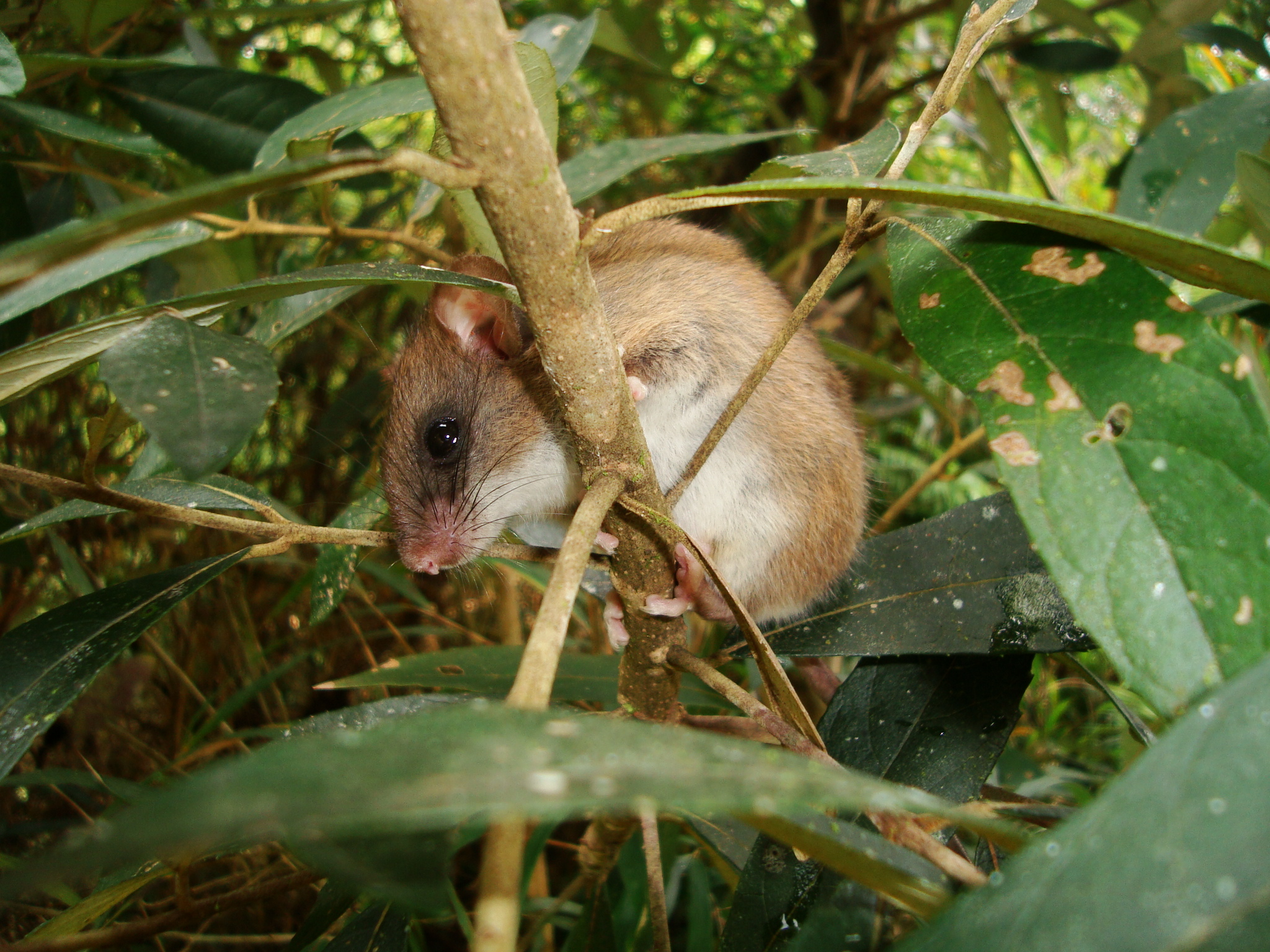
Certaines caractéristiques de Drymoreomys laissent à penser qu'il est arboricole.

Les petites oreilles arrondies sont couvertes de poils dorés denses sur l'extérieur et avec des poils brun rougeâtre sur la surface intérieure. Les vibrisses mystaciales (moustaches situées sur la lèvre supérieure) sont longues, s'étendant généralement un peu au-delà des oreilles quand celles-ci sont plaquées contre la tête, mais les vibrisses sourcilières (moustaches situées au-dessus des yeux) sont courtes et ne s'étendent pas au-delà des oreilles. La surface supérieure des pattes avant est couverte de fourrure brune et il y a de la fourrure blanche ou argentée sur les doigts. Des touffes de poils sont visibles à la base des griffes au niveau des deuxième, troisième et quatrième doigts. Les pattes postérieures sont courtes, assez larges et recouvertes au-dessus d'une fourrure dense argentée avec des poils blancs près de la pointe des pieds et des orteils, et d'une fourrure brune ailleurs. Aucun autre Oryzomyini n'a une telle fourrure brune sur ses pattes postérieures. Les deuxième, troisième et quatrième doigts ont de longues touffes de poils blanc-argenté à la base des griffes et le premier en a une plus petite. Sur la sole, les coussinets sont très grands, une caractéristique que l'on retrouve généralement chez des espèces arboricoles, mais ce comportement n'a pas été prouvé chez cette espèce. Parmi les Oryzomyini, seuls les espèces des genres éteints Oecomys et Megalomys ont d'aussi grands coussinets entre leurs griffes. Il y a une couverture dense de poils bruns courts sur les faces supérieure et inférieure de la queue. Contrairement à Eremoryzomys, la queue est de la même couleur dessus que dessous. La queue se termine par une touffe, caractéristique inhabituelle chez les Oryzomyini.

### Crâne
Au niveau du crâne, le rostre (partie avant) est relativement long. Les os nasaux et prémaxillaires s'étendent devant les incisives, formant un tube rostral, que l'on retrouve uniquement chez Handleyomys parmi les Oryzomyini. La région interorbitale (entre les yeux) est étroite et longue et la partie la plus étroite est située vers l'avant. Les crêtes sur la boîte crânienne et au niveau de la région interorbitale sont faiblement développées. Eremoryzomys a de plus grandes crêtes au niveau de sa région interorbitale.
Le foramen incisif (ouverture dans la partie avant de la bouche) est long, s'étendant parfois jusque entre les premières molaires (M1). Le palais osseux est large et court, et se termine entre les troisièmes molaires (M3). Nephelomys levipes est le seul autre Oryzomyini avec un palais si court, bien que celui d'Eremoryzomys polius soit seulement un peu plus long. Les fosses palatines postérieures (ouvertures dans la partie arrière du palais près de la M3) sont petites à assez grandes et sont situées dans de légères dépressions. Chez les Eremoryzomys, ces fosses sont plus profondes. La voûte de la fosse mésoptérygoïde, l'ouverture derrière le palais, est complètement fermée ou contient de petites vacuoles sphénopalatines. Ces vacuoles sont beaucoup plus grandes chez les Eremoryzomys. L'os alisphénoïde qui sépare les deux foramens est présent chez tous les spécimens collectés de Drymoreomys, excepté chez un jeune.
La mandibule (mâchoire inférieure) est longue et basse. Le processus coronoïde de la mandibule, le premier des trois principaux processus à l'arrière de la mâchoire, est grand et à peu près aussi haut que le processus condyloïde situé derrière lui. Le processus angulaire, en dessous du processus condyloïde, est assez court et ne s'étend pas en arrière au-delà du processus condyloïde. Il n'existe pas de processus capsulaire perceptible (un renflement à l'arrière de la mâchoire qui abrite la racine de l'incisive inférieure).

### Dentition
Les incisives supérieures sont opisthodontes (avec la surface coupante orientée vers l'arrière) et ont un émail orange à jaune. Les rangées de molaires supérieures sont presque parallèles ou légèrement convergentes vers le devant de la mâchoire. Holochilus et Lundomys sont les seuls autres Oryzomyini dont les rangées de molaires ne sont pas parfaitement parallèles. Les molaires sont presque hypsodontes. Sur M1, l'antérocone est divisé en deux cuspules sur la face interne et externe de la dent. Le mésolophe, une crête située près du milieu de la face interne de la deux[Quoi ?], est long et développé sur chacune des trois molaires. Sur les molaires inférieures, les pointes de la face externe sont situées légèrement plus à l'intérieur que celles de la face interne. L'antéroconide, la pointe de la M1, est divisée en deux. Les M1, M2 et généralement M3 ont un mésolophide, une crête qui correspond au mésolophe, mais sur la face interne. Chacune des molaires de la mâchoire inférieure a deux racines.

### Reste de l'anatomie
D. albimaculatus possède 12 côtes et 19 vertèbres thoraciques (poitrine et abdomen), quatre vertèbres sacrales et 36 à 38 vertèbres caudales. Il y a trois doigts à l'extrémité du pénis, dont le central est le plus grand. Les deux doigts latéraux ne sont pas portés par le baculum (os pénien). Il y a seulement une épine sur la papille de la partie supérieure du pénis. Sur le processus urétral, situé dans la fente qui termine le pénis, on trouve un lobe latéral. Les glandes prépuciales sont de grande taille. Ce lobe latéral et la taille des glandes prépuciales sont des caractéristiques uniques parmi les Oryzomyini.

### Caryotype
Le caryotype de Drymoreomys albimaculatus comprend 62 chromosomes, dont 29 paires d'autosomes (chromosomes non sexuels) acrocentriques (dont un bras est tellement court qu'il est presque invisible) et une petite paire de chromosomes métacentriques (avec deux bras d'égales longueurs). Les chromosomes sexuels sont tous les deux submétacentriques (avec un bras nettement plus court que l'autre) et X est plus grand que Y. Des blocs d'hétérochromatine sont présents sur tous les autosomes et sur le bras le plus long du chromosome Y. Des séquences télomériques sont présentes près du centromère des chromosomes sexuels. L'aspect de ce caryotype — avec un grand nombre de chromosomes acrocentriques et de l'hétérochromatine sur le chromosome Y — est semblable à celui des autres Oryzomyini. Toutefois, aucun autre membre de cette tribu n'a exactement le même caryotype que D. albimaculatus. D'autres espèces du « clade D des Oryzomyini » ont moins de chromosomes, comme chez Nectomys palmipes qui en compte seulement 16, et même si le caryotype d'Eremoryzomys polius est inconnu, le reste laisse à penser que le nombre de chromosomes a tendance à diminuer au fil de l'évolution au sein de ce clade.

## Distribution et écologie

Sites de capture des spécimens de Drymoreomys albimaculatus.

Drymoreomys albimaculatus vit dans la forêt atlantique, sur le pan est de la Serra do Mar dans les États brésiliens de São Paulo et Santa Catarina, entre 650 et 1 200 m d'altitude. Il n'a jamais été observé dans l'État du Paraná, mais y vit certainement. Drymoreomys et Eremoryzomys, bien qu'étant des espèces apparentées, vivent dans des milieux différents, le second étant inféodé aux zones arides des Andes. Il n'est pas rare qu'une espèce de la forêt atlantique ait une espèce cousine dans les Andes, mais cela concerne en général des rongeurs adaptés aux mêmes milieux écologiques et appréciant donc plutôt des milieux de forêts humides.
Drymoreomys apprécie particulièrement les forêts denses et humides montagneuses. On le rencontre dans les forêts altérées par l'homme et les forêts secondaires aussi bien que dans la forêt primaire, mais il lui faut certainement un boisement continu pour survivre. Des femelles en reproduction ont été observées en juin, novembre et décembre, et des mâles en décembre, ce qui laisse penser que cette espèce se reproduit tout au long de l'année. On sait très peu de choses sur l'alimentation de cette espèce. Bien que certaines de ses caractéristiques morphologiques, comme ses très grands coussinets, semblent indiquer un mode de vie arboricole, la plupart des spécimens ont été capturés dans des pièges situés au sol.

## Taxinomie
Drymoreomys a été répertorié pour la première fois en 1992 par Meika Mustrangi dans l'État de São Paulo. L'animal n'a cependant pas été décrit officiellement avant 2011, quand Alexandre Percequillo et son équipe lui attribue un nouveau nom de genre et d'espèce au sein de la tribu des Oryzomyini : Drymoreomys albimaculatus. Le nom générique, Drymoreomys, vient des mots grecs δρυμός grec (drymos), qui signifie « forêt », ὄρειος (oreios), qui signifie « résidant en montagne », et μῦς (mûs), signifiant « souris ». Ce nom fait référence à la présence de l'animal dans les forêts montagneuses. Le nom spécifique, albimaculatus, découle des mots latins albus, qui signifie « blanc », et maculatus, qui signifie « tacheté », une référence aux taches blanches de la fourrure de l'animal. Percequillo et al. ont constaté peu de variations entre des spécimens de Drymoreomys d'origines géographiques différentes, même si la fréquence de quelques traits varie entre les populations des États de São Paulo et celles de celui de Santa Catarina.
Selon une analyse phylogénétique portant sur la morphologie, le gène IRBP et le gène mitochondrial du cytochrome b, Drymoreomys est étroitement lié à Eremoryzomys polius, un Oryzomyini du nord du Pérou et la seule espèce du genre Eremoryzomys. Drymoreomys et Eremoryzomys font partie du clade D définit par Marcelo Weksler, l'un des quatre principaux clades au sein des Oryzomyini. Certaines études ultérieures n'ont pas confirmé la relation entre le Drymoreomys et Eremoryzomys et le reste du clade D, mais cela est probablement dû à la saturation du signal phylogénétique des données mitochondriales,. La tribu Oryzomyini comprend plus d'une centaine d'espèces réparties principalement en Amérique du Sud, y compris dans les îles avoisinantes comme les îles Galápagos et une partie des Antilles. C'est l'une des différentes tribus reconnues de la sous-famille des Sigmodontinae, qui regroupe des centaines d'espèces rencontrées à travers l'Amérique du Sud et le Sud de l'Amérique du Nord. Les Sigmodontinae constituent la plus grande sous-famille de la famille des Cricetidae, dont les autres membres sont les campagnols, les lemmings, les hamsters et les Peromyscus, diverses espèces que l'on rencontre tout particulièrement en Eurasie et en Amérique du Nord.

## Statut de sauvegarde
L'aire de répartition de Drymoreomys albimaculatus est vaste et l'espèce vit dans plusieurs aires protégées, mais elle n'est connue que dans sept localités et son habitat, de plus en plus fragmenté, est menacé par la déforestation. C'est pourquoi Percequillo et al. a suggéré lors de la description originale de l'espèce qu'elle soit classée comme « quasi-menacée » sur la liste rouge de l'UICN.

## Publication originale
- (en) Alexandre Reis Percequillo, Marcelo Weksler et Leonora P. Costa, « A new genus and species of rodent from the Brazilian Atlantic Forest (Rodentia: Cricetidae: Sigmodontinae: Oryzomyini), with comments on oryzomyine biogeography », Zoological Journal of the Linnean Society, Linnean Society of London et OUP, vol. 161, no 2,‎ 20 janvier 2011, p. 357-390 (ISSN 1096-3642 et 0024-4082, OCLC 01799617, DOI 10.1111/J.1096-3642.2010.00643.X, lire en ligne).